# Långvinds bruk

Långvinds bruk är ett före detta järnbruk som ligger i Enångers socken i södra delen av Hudiksvalls kommun, runt en mil sydost om tätorten Enånger. Ortnamnet är numera Långvindsbruk för att skilja det från företaget Långvinds bruk och fritidsområdet Långvind.
Järnbruket var i drift mellan åren 1687 och 1890 men användes sporadiskt till 1902 av andra järnbruk, som arrenderade Långvids hytta medan de renoverade den egna anläggningen. Järnbruket ligger i anslutning till den inre delen av Långvidsfjärden vid ett mindre vattendrag, Långvinds ström. Långvidshamn ligger i östra delen av bruksorten och Långvinds fritidsområde sex kilometer söder om bruket.
Jordbruket upphörde 1958. Av det forna järn-, skogs- och jordbruket återstår i dag ett skogsbruk, Långvinds Skogs AB, bildad 1991. 
I dag finns tiotalet bofasta invånare i Långvinds bruk.
I centrum av bruksmiljön återfinns Långvinds herrgård, byggd 1799. Herrgården blev tillbyggd 1896, alltså sedan järnbruket hade upphört. Herrgården har en stil och utformning utan motsvarighet i Hälsingland. 
Till herrgården hörde förutom bruket 8 500 hektar mark, varav 200 hektar åker. Såg och elkraftverk fortsatte att drivas även efter att bruksverksamheten lagts ned. Godset tillhörde 1803–1873 ätten von Stockenström.Bland senare ägare märks Wilhelm och Erik Söderhielm. Boda bruk lydde länge under Långvind.
I orten finns också typiska järnbruksbyggnader och ett kapell från 1803, Långvinds kapell, som sedan 1976 ägs och drivs av en lokal förening, med musikgudstjänster varje lördag under sommaren och julotta annan dag jul.
I orten finns ett boende, STF hotell och vandrarhem Hudiksvall Kungsgården Långvind, som också har konferens, restaurang och sommartid en omfattande programverksamhet.
Långvind har en lokal utvecklingsgrupp, Långvinds byalag, som samlar föreningar, företag och enskilda i Långvindsbruk, Långvinds fritidsområde och Långvind i övrigt.
Orten har en årlig skördemarknad i september och Tomtemys i december.